# Harry Knudsen
Harry Madsen Knudsen (4 de marzo de 1919-1 de septiembre de 1998) fue un deportista danés que compitió en remo. Participó en los Juegos Olímpicos de Londres 1948, obteniendo una medalla de bronce en la prueba de cuatro con timonel.

## Palmarés internacional
| Juegos Olímpicos | Juegos Olímpicos      | Juegos Olímpicos  | Juegos Olímpicos   |
| Año              | Lugar                 | Medalla           | Prueba             |
| ---------------- | --------------------- | ----------------- | ------------------ |
| 1948             | Londres (Reino Unido) | Medalla de bronce | Cuatro con timonel |